# Paramore
Paramore este o formație rock din Statele Unite ale Americii, fondată în anul 2004. Albumul de debut al grupului, All We Know Is Falling, a început să fie comercializat în iunie, 2005 și a avut un impact nesemnificativ asupra industriei muzicale. Cel de-al doilea disc, Riot!, a fost lansat în iunie, 2007 a fost comercializat în peste 2 milioane de exemplare pe plan internațional.

## Istoria formației

### Formarea (2003 - 2005)
În anul 2003, când viitoarea cântăreață a grupului, Hayley Nichole Williams, avea 14 ani aceasta i-a întâlnit în timp ce urma cursurile unei școli private pe frații Josh și Zac Farro, alături de care ulterior avea să creeze formația actuală. În timpul adolescenței, Williams a cântat alături de basistul Jeremy Davis într-o formație de muzică funk numită the Factory. În paralel, Williams a urmat lecții de canto alături de Brett Manning, iar frații Farro cântau într-un grup. Prima componență a trupei era alcătuită din frații Farro și Jeremy Davis. Aceștia erau împotriva poziției de cântăreață principală pe care a preluat-o Hayley Williams, dar datorită prieteniei care îi lega, cei patru au început să creeze cântece.
Formația a adoptat numele Paramore încă din perioada în care cântau în garajele caselor. Cuvântul derivă de la sintagma "paramour” (care are în limba engleză sensul de "admirator secret”). În 2004, componența oficială a grupului era: Josh Farro (chitară/vocea secundară), Zac Farro (baterie), Jeremy Davis (chitară bas), Hayley Williams (vocea principală) și Jason Bynum (chitară ritmică).
În următoarea perioadă, în încercarea de a se face cunoscută pe piața muzicală, formația Paramore a susținut concerte în cadrul unor festivaluri de muzică precum Purple Door sau Turneul Warped. John Janick, co-fondatorul casei de înregistrări Fueled by Ramen, a asistat la un concert susținut de către Paramore în cadrul turneului Taste of Chaos în Orlando, Florida. În luna aprilie a anului 2005, formația a semnat un contract cu această companie.

### Activitatea recentă (2008 - prezent)
In 2008 . Paramore s-au lansat cu melodia "Misery business" pentru care au luat premiul Grammy.

### Plecarea lui Josh și Zac
Pe 18 decembrie 2010 un mesaj de către Hayley, Jeremy și Taylor a apărut pe Paramore.net spunând că Josh și Zac au părăsit trupa: "Acum câteva luni Josh și Zac ne-au anunțat ca vor părăsi trupa după concertul din Orlando. Niciunul dintre noi nu eram prea șocați deoarece în ultimii ani, Josh și Zac nu au mai dat prea mult interes trupei. Noi dorim ca Josh și Zac să facă ceea ce îi fac fericiți iar dacă asta nu e cu noi atunci le uram noroc în a găsi acel loc." De asemenea trupa a anunțat după doar câteva zile că au început să lucreze la noul album.
Pe de altă parte Josh a adăugat pe blog-ul sau un mesaj spunând cum managerul și familia Williams au tratat-o pe vocalista Hayley Williams ca pe o vedetă în devenire iar pe ceilalți membrii ai trupei ca pe niște ajutoare temporale.

### Plecarea lui Jeremy
Pe 15 decembrie 2015 pagina oficială de Facebook a trupei a postat un mesaj, anunțând că basistul Jeremy a părăsit trupa.

## Stilul muzical
Stilul muzical variază intre punk și rock. Cel mai mult cântă rock alternativ, pop-rock și pop-punk. Deoarece sunt folosite chitara bas, chitara electrică, tobele și alte chitare, stilul de bază este rock-ul.

## Premii și distincții
Melodia Decode a fost folosită pe fundalul filumului de succes Twilight (Amurg).
Premiu Grammy pentru melodia Ain't it Fun.

## Membrii formației

### Actuali
Hayley Williams - Voce, pian
Taylor York - Chitară
Zac Farro - Tobe

### Foștii membri
Josh Farro
Zac Farro
Jason Bynum
John Hembree
Hunter Lamb
Jeremy Clayton Davis

### Membrii concertului
Jon Howard - chitară, pian, voce secundară

## Discografie

### Albume de studio
- All We Know is Falling (2005)
- Riot! (2007)
- Brand New Eyes (2009)[4]
- Paramore (2013)
- After Laughter (2017)
- This Is Why (2023)